# Eois discata
Eois discata là một loài bướm đêm trong họ Geometridae.